# Нагорода УЄФА за сто матчів
Нагорода УЄФА за сто матчів — спеціальна нагорода УЄФА, що складається з кепки й медалі. Вручається всім футболістам європейських збірних, котрі провели 100 та більше матчів на міжнародній арені. Затверджена 31 серпня 2011 року.
Перші нагороди було вручено 2 вересня 2011 року під час поєдинків кваліфікаційного турніру ЄВРО-2012. Одними з перших, хто отримав відзнаку, стали Пат Дженнінгс і Йожеф Божик.

## Список нагороджених
| Австрія            | Андреас Герцог |
| Англія             | Пітер Шилтон, Девід Бекхем, Боббі Мур, сер Боббі Чарльтон, Біллі Райт                                                                         |
| Болгарія           | Борислав Михайлов, Стіліян Петров |
| Вірменія           | Саргіс Овсепян |
| Греція             | Теодорос Загоракіс, Йоргос Караґуніс, Ангелос Басінас                                                                                         |
| Данія              | Петер Шмейхель, Йон Даль-Томассон, Денніс Роммедаль, Томас Хельвег, Мікаель Лаудруп, Мортен Ольсен, Мартін Йоргенсен                          |
| Естонія            | Мартін Рейм, Марко Крістал, Март Поом, Андреас Опер, Крістен Війкмяе, Райо Піїроя, Індрек Зелінський                                          |
| Ірландія           | Шей Ґівен, Кевін Кілбейн, Роббі Кін, Стів Стонтон                                                                                             |
| Ісландія           | Рунар Крістінссон |
| Іспанія            | Андоні Субісаррета, Ікер Касільяс, Рауль Гонсалес, Хаві Ернандес                                                                              |
| Італія             | Фабіо Каннаваро, Паоло Мальдіні, Діно Дзофф, Джанлуїджі Буффон                                                                                |
| Кіпр               | Янніс Оккас |
| Литва              | Віталій Астаф'єв, Андрій Рубін, Юріс Лайзанс, Імантс Блейделіс, Михайло Землінський, Ігор Степанов                                            |
| Ліхтенштейн        | Маріо Фрік |
| Північна Македонія | Гоче Седлоськи |
| Мальта             | Жилберт Агіус, Давід Каработт, Кармел Бузуттіл, Джо Брінкат                                                                                   |
| Нідерланди         | Едвін ван дер Сар, Франк де Бур, Джованні ван Бронкгорст, Філліп Коку                                                                         |
| Німеччина          | Лотар Маттеус, Мирослав Клозе, Юрген Клінсманн, Юрген Колер, Франц Бекенбауер, Йоахім Штрайх, Томас Гесслер, Ульф Кірстен, Ганс-Юрген Дернер. |
| Норвегія           | Торбйорн Свенссен, Хеннінґ Берґ |
| Північна Ірландія  | Пат Дженнінгс |
| Польща             | Міхал Жевлаков, Гжегож Лято |
| Португалія         | Луїш Фігу, Фернанду Коуту |
| Росія              | Віктор Онопко |
| Румунія            | Дорінел Мунтяну, Георге Хаджі, Георге Попеску, Ласло Болоні                                                                                   |
| Сербія             | Саво Милошевич |
| Словаччина         | Мирослав Кархан |
| Туреччина          | Рюшту Речбер, Хакан Шюкюр, Бюлент Коркмаз |
| Угорщина           | Йожеф Божик |
| Україна            | Олег Блохін, Анатолій Тимощук, Андрій Шевченко                                                                                                |
| Фінляндія          | Ярі Літманен, Самі Гююпя, Йонатан Йоханссон, Арі Хєльм                                                                                        |
| Франція            | Ліліан Тюрам, Тьєррі Анрі, Марсель Десаї, Зінедін Зідан, Патрік Вієйра, Дідьє Дешам                                                           |
| Хорватія           | Даріо Шимич |
| Чехія              | Карел Поборськи |
| Швейцарія          | Хайнц Херманн, Ален Гейгер, Стефан Шапюїза |
| Швеція             | Томас Равеллі, Роланд Нільссон, Бйорн Нордквіст, Андерс Свенссон, Ніклас Александерссон, Генрік Ларссон, Олоф Мелльберг                       |
| Шотландія          | Кенні Далгліш |